# حيث يغني جراد البحر (رواية)
حيث يغني جراد البحر هي رواية جريمة قتل غامضة عام 2018 من تأليف الكاتبة الأمريكية ديليا أوينز. تصف الرواية قصتين، القصة الأولى يصف تروي حياة ومغامرات فتاة صغيرة تدعى كيا عندما نشأت معزولة في مستنقعات ولاية كارولينا الشمالية.أما الثانية تروي تحقيقًا في جريمة قتل تشيس أندروز، أحد المشاهير المحليين في باركلي كوف، وهي مدينة ساحلية خيالية في ولاية كارولينا الشمالية. بحلول أبريل 2023، بيع أكثر من 18 مليون نسخة منه. وأصدر فيلم مقتبس منه في يوليو 2022.